# Закон Мура

Збільшення кількості транзисторів у часі. Кількість подвоюється кожні 2 роки.

Закон Мура — емпіричне спостереження, зроблене в 1965 році (через шість років після винаходу інтегральної схеми), у процесі підготовки виступу Гордоном Муром, одним із засновників компанії Intel. Він припустив, що кількість транзисторів на кристалі мікросхеми подвоюватиметься кожні 24 місяці. Створивши графік зростання продуктивності запам'ятовувальних мікросхем, він виявив закономірність: нові моделі мікросхем розроблялися через більш-менш однакові періоди (18-24 міс.) після появи їхніх попередників. При цьому їхня місткість зростала щоразу приблизно вдвічі. Якщо така тенденція продовжиться, припустив Мур, то потужність комп'ютерів експоненційно зросте протягом відносно короткого проміжку часу.
Це спостереження отримало назву «закон Мура». Існує безліч подібних тверджень, які характеризують процеси експоненційного зростання, також іменованих «законами Мура». Наприклад, менш відомий «другий закон Мура», введений в 1998 році Юджином Мейєраном, який стверджує, що вартість фабрик з виробництва мікросхем експоненційно зростає з ускладненням вироблених мікросхем. Так, вартість фабрики, на якій корпорація Intel виробляла мікросхеми динамічної пам'яті місткістю 1 Кбіт, становила 4 млн. $, а устаткування з виробництва мікропроцесора Pentium за 0,6-мікронною технологією з 5,5 млн транзисторів обійшлося в 2 млрд. $. Вартість Fab32 заводу з виробництва процесорів на базі 45-нм техпроцесу склала 3 млрд. $.
У книзі «Мистецтво схемотехніки» Гілла і Горовіца (1980 роки) наводиться образне порівняння — якщо б розробка Boeing 747 прогресувала з такою ж швидкістю, з якою прогресує твердотілий електроніка, то він вміщувався б у сірниковій коробці і облітав без дозаправлення земну кулю 40 разів. З моменту формулювання закону Мура пройшло понад 40 років. Попри деякі коливання в періоді подвоєння, закон Мура продовжує працювати. У 2007 році Мур заявив, що, очевидно, що його закон незабаром перестане діяти через атомарну природу речовини і обмеження швидкості світла.
Вважається, що експоненційний розвиток обчислювальної техніки в майбутньому може призвести до технологічної сингулярності.

## Історія
Навесні 1965 журнал «Electronics» замовив Гордону Муру, який на той час працював директором досліджень і розвитку у Fairchild Semiconductor, статтю про розвиток напівпровідникової індустрії на наступні 10 років. Звичайний, загалом, футурологічний прогноз. Стаття для таких же фахівців, яким був сам Мур, і яка могла б зацікавити сучасними технологіями громадськість.
Мур вчинив дуже просто. Він уважно роздивився в тій лабораторії, в якій працював. Компанія випускала інтегральну схему, що містить 30 транзисторів. Але на столі Мура лежала експериментальна модель, яка містить 60 елементів. Простий розрахунок показав, що через десять років на ринок будуть випущені чипи, що містять десятки тисяч напівпровідникових елементів. Таким чином з'явився той самий закон Мура, який говорить, що кількість елементів в інтегральних схемах буде подвоюватися кожен рік. Цей закон був опублікований 19 квітня 1965 в журналі «Electronics», номер 8, сторінка 38. Оригінальна назва статті — «Cramming more components onto integrated circuits». Загалом Мур передбачав, що його прогноз буде правдивим ще наступні 10 років.
У 1975 році вийшла стаття Мура «Progress in digital integrated electronics» в якій він проаналізував досягнення в сфері інтегральних схем за останні 10 років. Проаналізувавши інтегральні схеми які вийшли на ринок за цей період він з'ясував, що кількість транзисторів і справді подвоювалася приблизно кожний рік. Але прогноз зійшовся не повністю, оскільки кількість транзисторів повинна була зрости з 50 до 50 000, а зросла тільки до 16 000. Тоді Мур бере за приклад інтегральну схему на 32 000 яку Intel тільки збиралася випускати на ринок в 1975 і підрахував у ній разом з транзисторами ще й конденсатори, тобто ще 32 000 штук. Таким чином він зміг довести що його передбачення в статті 1965 року було вірним. А оскільки в статті 1965 року він використовував термін «компоненти» — а основну частину компонентів перших інтегральних схем складали транзистори — то це цілком виправданий перехід. Хоча, складність інтегральних схем як в 1975, так і сьогодні вимірюють за кількістю саме транзисторів, а не всіх компонентів разом. Таким чином, після внесених коректив, подвоєння кількості транзисторів має відбуватися кожні 2 роки.
Незважаючи на популярне хибне уявлення, що саме Мур прогнозував подвоєння «кожні 18 місяців», дане твердження не фігурувало в жодній з його статей. Швидше за все, Девід Хаус, колега з Intel, дійшов до такого висновку. Сам Мур з приводу цього у 2000 році заявив: «Назва „закон Мура“ давалася будь-якій експоненційній зміні, так ніби це я винайшов експоненту».

## Футуристи і закон Мура

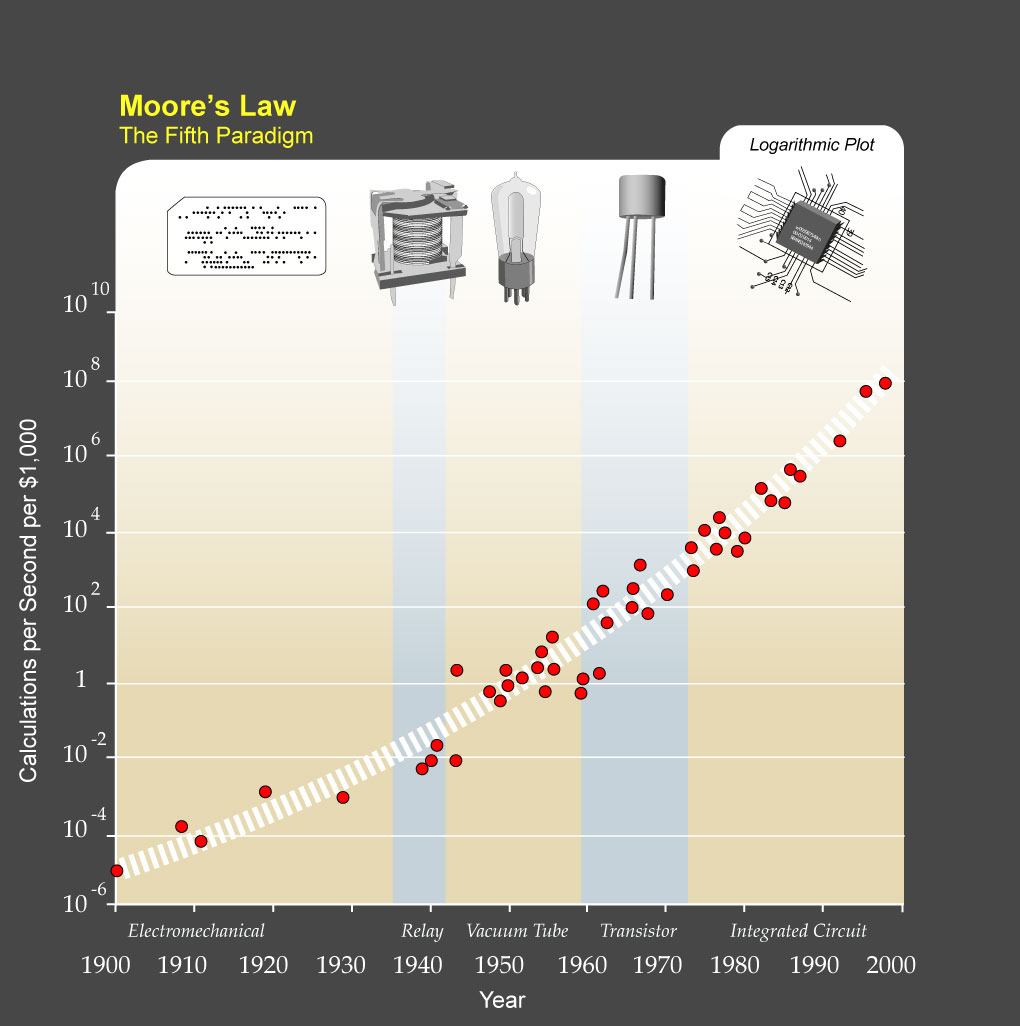
Розширення закону Мура Курцвейлом від інтегральної схеми до перших транзисторів, електровакуумних ламп, реле і електромеханічних комп'ютерів

Футуристи Реймонд Курцвейл, Брюс Стерлінг і Вернор Віндж вважають, що експоненційне вдосконалення, описане в законі Мура, зрештою призведе до технологічної сингулярності.
Хоча Курцвейл і погоджується з тим, що у 2019 сучасна стратегія все тоншої фотолітографії йтиме своїм шляхом, він припускає, що це все ж не означає кінець закону Мура:
Реймонд Курцвейл
Курцвейл вважає, що цілком імовірно, що деякі нові типи технології (наприклад, оптичні, квантові комп'ютери, ДНК-комп'ютери) замінять сучасні технології інтегральних схем, і що закон Мура буде діяти й надалі після 2020 року.
Реймонд Курцвейл
Він вважає, що експоненційне зростання закону Мура буде продовжувати працювати після інтегральних схем в технологіях, що призведуть до технологічної сингулярності. Закон пришвидшеної віддачі описаний Реймондом Курцвейлом з усякого погляду змінив ставлення суспільства до закону Мура. Це часте (але помилкове) переконання, що закон Мура робить передбачення, що стосуються всіх видів техніки, хоча він спочатку був призначений для застосування тільки до напівпровідникових схем. Багато футуристів раніше використовували закон Мура в ширшому сенсі для опису ідей, для прикладу, висунутих Курцвейлом. Курцвейл припустив, що закон Мура можна буде застосовувати — принаймні як заключення — до будь-якої проблеми, яка може бути застосована до цифрових обчислювальних машин, що за своєю суттю є також цифровою проблемою. Таким чином, через цифрове кодування ДНК, прогрес в області генетики може також просуватися зі швидкістю закону Мура.

## Наслідки й обмеження
Технічний прогрес являє собою поєднання досконаліших технологій і їх більшої кількості. Дослідження, проведене 2011 року в журналі Science показало, що пік швидкості зміни обчислювальних потужностей інформації був у 1998 році, коли технологічний потенціал у світі з обчислення інформації комп'ютерів загального призначення виріс на 88 % в рік. З тих пір, технологічні зміни явно сповільнилися. Останнім часом, кожного року люди здатні проводити приблизно на 60 % більше обчислень, якщо б вони виконувалися б усіма комп'ютерами загального призначення, які існують на даний момент, порівняно з попереднім роком. Це й досі залишається експоненційним, але показує мінливість технологічних змін.
Основною рушійною силою економічного зростання є зростання продуктивності, і факторів закону Мура в продуктивності. Мур (1995) очікував, що «темпи технічного прогресу будуть регулюватися фінансовими реаліями». Зворотнє могло і відбулося приблизно наприкінці 1990-х років, однак, з повідомленнями економістів про те, що «зростання продуктивності є ключовим економічним індикатор інновацій». Прискорення темпів прогресу в сфері напівпровідників сприяло сплеску зростання продуктивності в США, який склав 3,4 % в рік в 1997—2004 рр випереджаючи 1,6 % в рік як під час 1972—1996 і 2005—2013 рр. Як зазначає економіст Річард Андерсон, «Численні дослідження визначили причину прискорення продуктивності в сфері інновацій у виробництві напівпровідників, що різко знизило ціни таких компонентів і продуктів, які їх містять (а також розширення можливостей таких продуктів)».
Негативним наслідком закону Мура є швидка моральна зношеність, тобто на фоні нестримного поліпшення все нових технологій, попередні технології будуть занадто швидко («примусово») застарівати. У ситуаціях, коли безпека і живучість апаратних засобів або даних мають першорядне значення, або в яких ресурси обмежені, швидкий моральний знос може створювати перешкоди для складних або тривалих операцій. Через токсичні матеріали, які використовують у виробництві сучасних комп'ютерів, надмірний моральний знос без розумного регулювання має шкідливий вплив на довкілля і може призводити до складних наслідків для довкілля і, звісно, для людей.
Світова мікроелектроніка, дотримуючись закону Мура, дотепер завжди спростовувала побоювання інженерів, що ми ось-ось впремося в нездоланні фізичні обмеження, після яких галузь або застрягне назавжди, або буде змушена перейти на принципово нові матеріали і технології. Але скоріш за все може виявитися, що реальним гальмом буде ефект глобального насичення: після бурхливого зростання міняти кожні рік-два процесори і пам'ять як взуття і одяг — на нові, навряд чи буде потреба. Виробникам потрібно буде шукати нові шляхи просування інновацій на ринок, зважаючи на те, що моделі попереднього покоління й далі успішно справляються з своїми завданнями. Можливо, з деякого моменту не допоможе і примусова плата за новинки: дострокове скасування підтримки старих моделей або їх запрограмований знос і відключення.
У статті для Interesting Engineering 2018 року програміст Джон Леффлер прогнозував, що закон Мура не обмежується звичайними кремнієвими транзисторами. Напевне, в майбутньому транзистори будуть атомарних або навіть субатомних розмірів, і так само підкорюватимуться закону Мура.